# 한국스페셜티커피협회
한국스페셜티커피협회(Specialty Coffee Association of Korea)는 스페셜티 커피업계의 이해, 성장, 협력을 주도하고 종사자의 권익 보호와 지위 향상을 도모하며, 커피문화의 건전한 발전과 국민건강 증진 및 식문화 창달에 기여할 목적으로 2010년 2월 12일 대한민국 농림수산식품부 허가로 설립된 비영리 사단법인이다. 사무실은 세종특별자치시 아름서1길13-1, 세종마드리드 R동 701호에 있다.